# S/2016 J 3
S/2016 J 3 es un pequeño satélite natural exterior de Júpiter descubierto por Scott S. Sheppard el 9 de marzo de 2016, utilizando el Telescopio Magellan-Baade de 6,5 metros en el Observatorio Las Campanas, Chile. Fue anunciado por el Minor Planet Center 7 años después, el 5 de enero de 2023, después de que se recopilaran observaciones durante un período de tiempo lo suficientemente largo como para confirmar la órbita del satélite.
S/2016 J 3 es parte del grupo de Carmé, un cúmulo compacto de satélites irregulares retrógrados de Júpiter que siguen órbitas similares a las de Carmé en semiejes mayores entre 22 y 24 millones de kilómetros, excentricidades orbitales entre 0,2 y 0,3 e inclinaciones entre 163 y 166°. Tiene un diámetro de aproximadamente 2 kilómetros (1,2 mi) para una magnitud absoluta de 16,7.